# Carl Naibo
Carl Naibo (ur. 17 sierpnia 1982 w Villeneuve-sur-Lot) – francuski kolarz.
Ściga się w gronie profesjonalistów z UCI Pro Tour.